# 栗本有規
栗本 有規（くりもと ゆき、2006年12月25日 - ）は、日本の女優である。テアトルアカデミー所属。

## 略歴
2010年（平成22年）、『いぬのおまわりさん』にてドラマデビューを果たす。その後、2011年（平成23年）、『夜明けの街で』にて映画デビューも果たし、活躍の幅を広げる。
2012年（平成24年）、セイバンのランドセルのCMで「可愛い」と注目を集め、結果このCMが代表作のひとつにもなった。
2013年（平成25年）、映画『永遠の0』にて清子の幼少役で出演。

## 人物・エピソード
映画『永遠の0』の撮影現場では、岡田准一との共演シーンはなかったものの、1度だけ会えた際に当時好きだったプリキュアの話からプリキュアごっこに発展し、遊んでもらったりしたとのこと。初めて髪を切って臨んだ作品で、最後の挨拶の際には終わってしまう寂しさから号泣したりと、思い入れのある作品になったという。
2019年3月現在、身長147.0cm。

## 出演

### 映画
- 夜明けの街で（2011年、角川映画） - 渡部園美 役
- 夢売るふたり（2012年、アスミック・エース） - 佐伯美由羽（3歳） 役
- 草原の椅子（2013年、東映）
- 永遠の0（2013年、東宝） - 清子（幼少） 役

### テレビドラマ
- いぬのおまわりさん（2010年7月4日、MBS） - 石原沙紀 役
- NHK大河ドラマ　
  - 江〜姫たちの戦国〜（2010年） - 完（幼少） 役
  - 軍師官兵衛（2014年） - 加代 役
  - 西郷どん（2018年） - 西郷琴（幼少） 役
- ドン★キホーテ 第4話（2011年7月30日、日本テレビ） - 森口唯 役
- ランナウェイ〜愛する君のために〜 第7話（2011年12月8日、TBS）
- 謎解きはディナーのあとで 第9話・最終話（2011年12月13日-20日、フジテレビ） - 天童里美（幼少） 役
- 鑑識特捜班・九条礼子〜骨を知る女〜（2012年2月22日、テレビ東京） - 礼子（5歳） 役
- 妄想捜査〜桑潟幸一准教授のスタイリッシュな生活 第7話（2012年3月14日、テレビ朝日） - 白石美帆（幼少） 役
- 家族が家族であるために（2012年3月28日、BS-TBS）
- もう一度君に、プロポーズ 第4話（2012年、TBS） - はなちゃん 役
- たぶらかし-代行女優業・マキ- 第8話（読売テレビ）
- 土曜ワイド劇場警視庁・捜査一課長～ヒラから成り上がった最強の刑事～ 第1作（2012年7月14日、テレビ朝日） - 杉森真梨子 役
- リセット〜本当の幸せの見つけ方〜（2012年9月30日、MBS）
- 積木くずし 最終章（2012年11月23日 - 24日（2夜連続）、フジテレビ）
- 悪夢ちゃん 第9話（2012年12月8日、日本テレビ） - 古藤結衣子（幼少） 役
- So long ! (2013年2月、日本テレビ) - 倉林翼 (幼少) 役
- お助け屋☆陣八 第7話（2013年2月21日、日本テレビ） - 澤田有希 役
- たべものがたり 彼女のこんだて帖 第2話（2013年2月27日、NHK BSプレミアム） - 工藤春香 役
- 刑事吉永誠一 涙の事件簿 第1話（2013年10月11日、テレビ東京） - 神保花 役
- 都市伝説の女 Part2 第4話（2013年11月1日、テレビ朝日） - 奥田芽衣子（幼少） 役
- 土曜ワイド劇場 100の資格を持つ女(8)（2014年1月11日、テレビ朝日） - 迫田星羅 役
- 罪人の嘘 第5話 (2014年9月28日、WOWOW） - 羽根田の孫娘 役
- 昨夜のカレー、明日のパン 第2話（2014年10月12日、NHK BSプレミアム） - 幼少期のタカラ 役
- デート～恋とはどんなものかしら～ 第8話（2015年3月9日、フジテレビ） - 佳織 （幼少期） 役
- ど根性ガエル 第1話（2015年7月11日、日本テレビ）
- 石の繭（2015年8月16日 - 9月13日、WOWOW） - 塔子（幼少期） 役
- 居酒屋もへじ5 -母という字-（2016年6月27日、TBS） - 川上香純 役
- はぐれ署長の殺人急行 第2作（2017年6月26日、TBS） - 結城茜 役
- 明日の約束（2017年10月17日 - 12月19日、関西テレビ・フジテレビ） - 藍沢日向（小学高学年期） 役
- やすらぎの刻〜道（2019年4月8日 - 2020年3月27日、テレビ朝日） - 根来信子（幼少期） 役
- 約束 〜16年目の真実〜 第8話（2024年5月30日、読売テレビ・日本テレビ系） - 女子高生 役[3]

### テレビアニメ
- 蟲師 続章（2014年5月9日、TOKYO MX） - 佐保（子供時代） 役
- ひなこのーと（2017年4月7日、AT-X） - ひな子（幼少） 役

### 劇場アニメ
- さよならの朝に約束の花をかざろう（2018年2月24日） - ディタ（幼少期）役

### CM
- 積水ハウス「七五三 篇」
- ヤマハ英語教室
  - 「リズムで I can do it 篇」（2013年）
- ピザハット
- パナソニック「エコナビ搭載冷蔵庫」
- 花王「メリット」
- ミスタードーナツ
  - 「おばあちゃんと孫 篇」（2012年）
- セイバン ランドセル
  - 「天使のはね モデルロイヤル」（2012年）
- クレハ・NEWクレラップ こども研究員シリーズ
  - 「耐熱 篇」（2013年）
  - 「保香 篇」（2013年）
  - 「引っ張り 篇」（2013年）
  - 「パッケージ 篇」（2013年）
- マルコメ「生塩麹と生しょうゆ麹 篇」（2013年）
- 北陸電力
- LEDシーリングライト
- 永谷園 お魚マジック「喜ぶ魚のおかず 篇」（2013年）
- ケーヨーデーツー「クリスマスツリーセット 篇」（2013年）
- 日本テレビ「見たい、が世界を変えていく。」（2014年）
- グリコ　ポッキー 「どうして分け合うのか 篇」（2014年）
- 損保ジャパン日本興亜
- ユニバーサルスタジオジャパン 15周年
- NTTドコモ「U30ロング割/おねだり翻訳篇」（2021年）

### スチール
- ANA
- Beisia

### PV
- AKB48「So long !」（2013年）